# 타티야나 골리코바

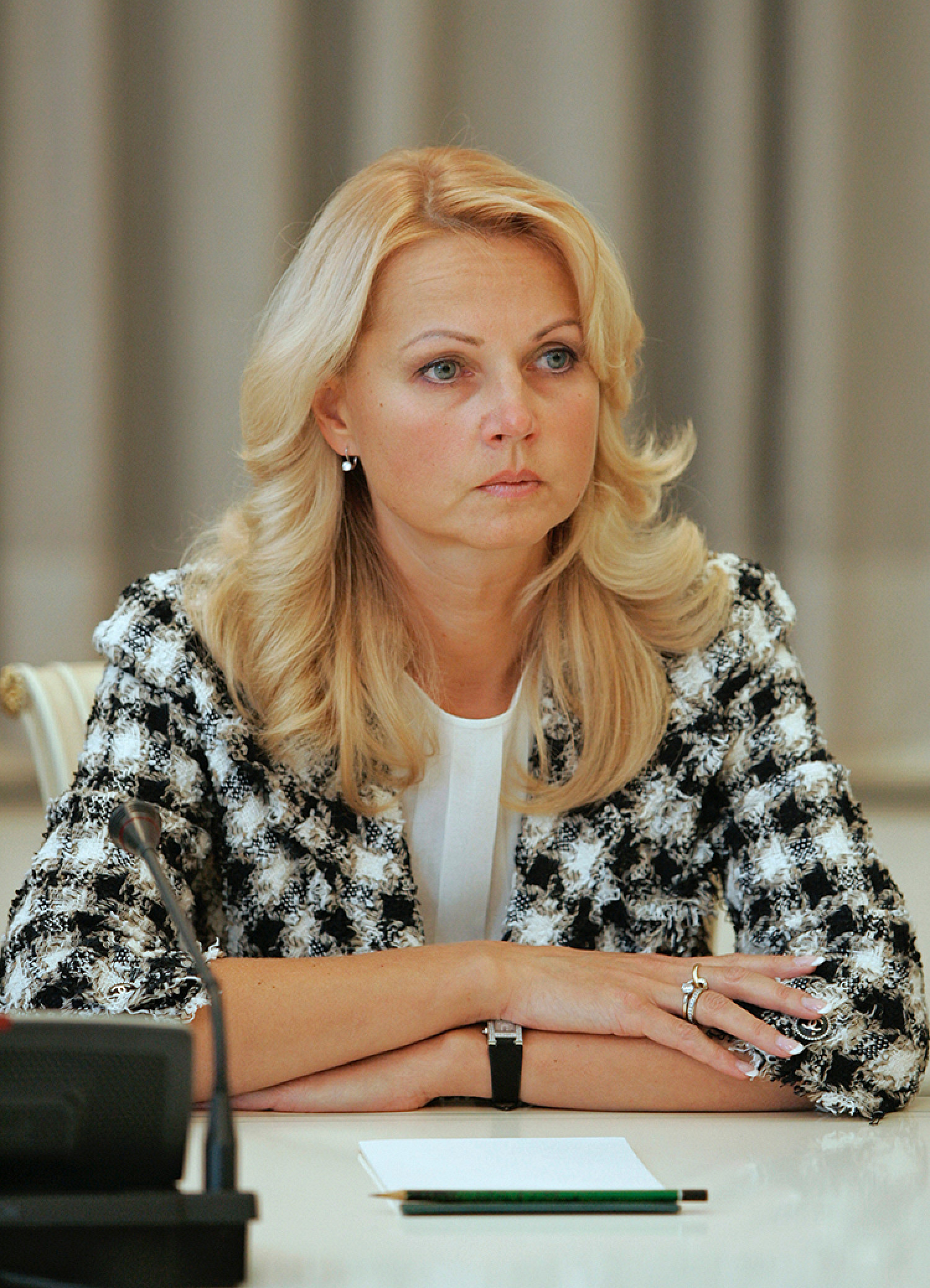
타티야나 골리코바

타티야나 알렉세예브나 골리코바(러시아어: Татьяна Алексеевна Голикова, 1966년 2월 9일, 소비에트 연방, 미티시 ~)는 러시아의 경제학자이자 정치인이다. 2007년부터 러시아의 사회발전보건부 장관을 맡고 있다. 골리코바의 남편은 러시아 제1부총리, 산업장관을 지낸 빅토르 흐리스텐코이다.